# Kris Pearn
Kris Pearn (Ontario, ...) è un regista, sceneggiatore, animatore, doppiatore e produttore cinematografico statunitense, noto principalmente per aver diretto Piovono polpette 2 - La rivincita degli avanzi (Cloudy with a Chance of Meatballs 2) e La famiglia Willoughby (The Willoughbys). Il 19 dicembre 2024, è stato assunto da Sony Pictures Animation per dirigere un prossimo film d'animazione del franchise Ghostbusters distribuito da Netflix.

## Biografia
È nato a Ontario in Canada, dove la sua famiglia possiede un piccolo allevamento di asini.
Ha frequentato lo Strathroy District Collegiate Institute.

## Filmografia

### Regista

#### Lungometraggi
- Piovono polpette 2 - La rivincita degli avanzi (Cloudy with a Chance of Meatballs 2), - co-regia con Cody Cameron (2013)
- La famiglia Willoughby (The Willoughbys) (2020)